# Lee Won-Hee
Lee Won-Hee, född den 19 juli 1981, är en sydkoreansk judoutövare.
Han tog OS-guld i herrarnas lättvikt i samband med de olympiska judotävlingarna 2004 i Aten.